# Reiner Schöne
Reiner Schöne (Fritzlar, Hesse, Alemania, 19 de enero de 1942) es un actor alemán, conocido por sus papeles como Dukhat en la serie de televisión Babylon 5, Shinnok en la película Mortal Kombat: Aniquilación y como Esoqq en la serie de televisión Star Trek: La Próxima Generación episodio La Lealtad.